# Hussein Fatal
Bruce Washington Jr. (Montclair, New Jersey, 1973. április 3. – Banks megye, Georgia, 2015. július 11.), művésznevén Fatalvelli, amerikai rapper.

## Élete
Bruce Edward Washington néven született, Montclairben, New Jerseyben 1973. április 3-án. A Hussein Fatal (Magyarra fordítva: Végzetes Hussein) neve, Szaddám Huszein iraki diktátorra utal. Fiatal korától kezdve érdekelte a rap. Sokat kábítószerezett és Tupac Shakur volt a példaképe. Rap karrierjének a csúcsa, hogy az Outlawz tagja lehetett.

## Halála
Hussein Fatal 2015. július 11-én meghalt autóbalesetben, a hírt az Outlawz tagjai hozták nyilvánosságra. A balesetet szenvedett autót Hussein barátnője, Zanetta L. Yearby, vezette, aki alkoholos befolyás alatt áll a baleset következtében, és ezért a rendőrség előállította gondatlanságból elkövetett gyilkosság, ittas vezetés és közúti veszélyeztetés miatt.

## Dokumentumfilmek
| Gyártási év | Cím                                                       | Szereposztás | Megjegyzés           |
| ----------- | --------------------------------------------------------- | ------------ | -------------------- |
| 2002        | Outlawz: Worldwide                                        | önmaga       | Documentary DVD      |
| 2003        | Eyes On Hip Hop – The Chronicle Vol.1                     | önmaga       | Documentary DVD      |
| 2003        | Beef                                                      | önmaga       | Documentary DVD      |
| 2004        | All Access Vol.5                                          | önmaga       | Documentary DVD      |
| 2007        | Smooth: The Game Is Dead                                  | –            | Motion picture debut |
| 2008        | The Money Kept Coming                                     | önmaga       | Documentary DVD      |
| 2008        | Ca$h Rules                                                | M.J.         | Motion picture debut |
| 2011        | Sex, Money and You Already Know: The Hykine Johnson Story | Fatal        | Motion picture debut |
| 2013        | Napoleon: Life of an Outlaw                               | önmaga       | Documentary DVD      |
| 2013        | Sleeping With Angels                                      | Walter Kurtz | Motion picture debut |
| 2013        | Can't Forget New Jersey                                   | önmaga       | Documentary          |
| 2013        | Bound by Blood                                            | –            | Motion picture debut |